# Аварія на шахті імені Засядька (березень 2015)
Аварія на шахті імені Засядька — вибух метану, що стався близько 5:20 4 березня 2015 року у східній похилій лаві № 2. 

## Основні параметри аварії
На момент вибуху за даними Донецької ОДА під землею перебували 230 шахтарів. Внаслідок вибуху загинули 33 гірника.

## Особливості рятувальної операції
Аварія сталася під час окупації Донецька російсько-терористичними військами. Представники ДНР не пустили до Донецька українських рятувальників і правоохоронців.

## Жалобні заходи
Президент України Петро Порошенко оголосив 5 березня днем жалоби у зв'язку із трагічною загибеллю шахтарів. Згідно з указом, у день жалоби на всій території України о 12.00 пам'ять загиблих вшановано хвилиною мовчання.